# 12 août dans les chemins de fer
12 juillet 12 septembre
Chronologies thématiques
- Croisades
- Sports
- Disney

Cette page concerne les événements qui se sont déroulés un 12 août dans les chemins de fer.

## Événements

### XXesiècle
- 1907 : en France, ouverture de la ligne Saint-Lubin-le-Vaublanc - La Brohinière sur le Réseau breton.
- 1923 : en France, ouverture de la ligne Châteaulin-PO - Crozon sur le Réseau breton.
- 1957 : entre l'Italie et la France, mise en service du TEE Ligure entre Milan et Marseille.
- 1992 : en Italie, les Ferrovie dello Stato, établissement public (ente pubblico) depuis 1986 sont transformés en société par action (SpA) dont l'État continue à détenir 100 % du capital.

## Décès
- 1848 : George Stephenson, ingénieur anglais, pionnier du chemin de fer, considéré comme l'inventeur de la locomotive à vapeur (° 9 juin 1781).